# Chiryū, Aichi
Chiryū (知立市 Chiryū-shi, Tri Lập) là một thành phố thuộc tỉnh Aichi, Nhật Bản.
Tình đến năm 2010, thành phố có dân số ước tính là 68.242 người và mật độ dân số 4.180 người/km². Tổng diện tích là 16.34 km².

## Lịch sử
Thành phố được thành lập vào ngày 1 tháng 12 năm 1970.

## Liên kết ngoài

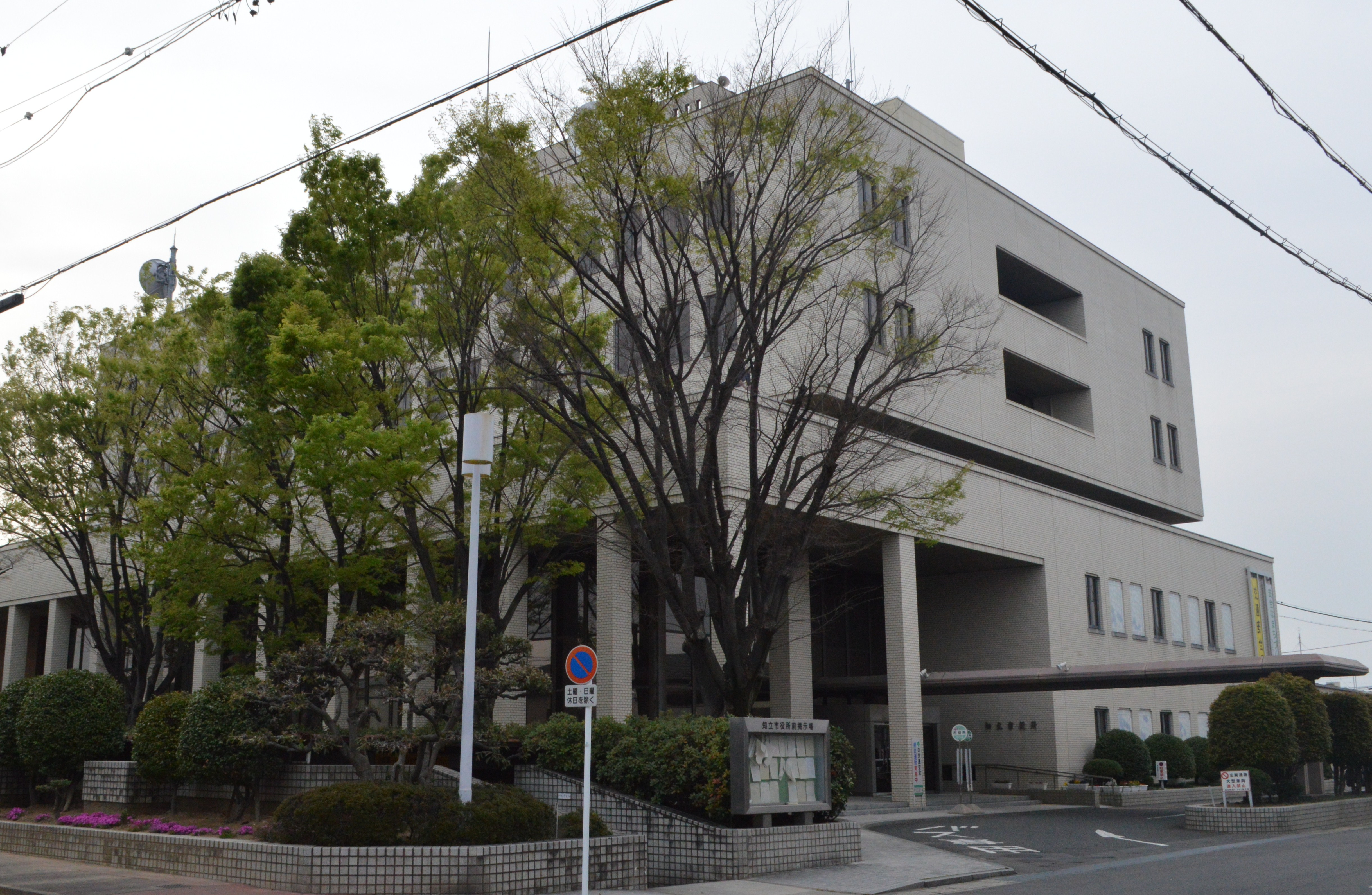
Trang chủ thành phố Chiryū